# Szabadság Hőse emlékérem
A Szabadság Hőse emlékérem az 1956-os forradalom 50. jubileumi évfordulójára alapított magyar kitüntetés. 

## Története
A Szabadság Hőse emlékérmek jelentős részét a hivatalos ünnepségsorozat részeként 2006. október 20. és 23. között adták át.    

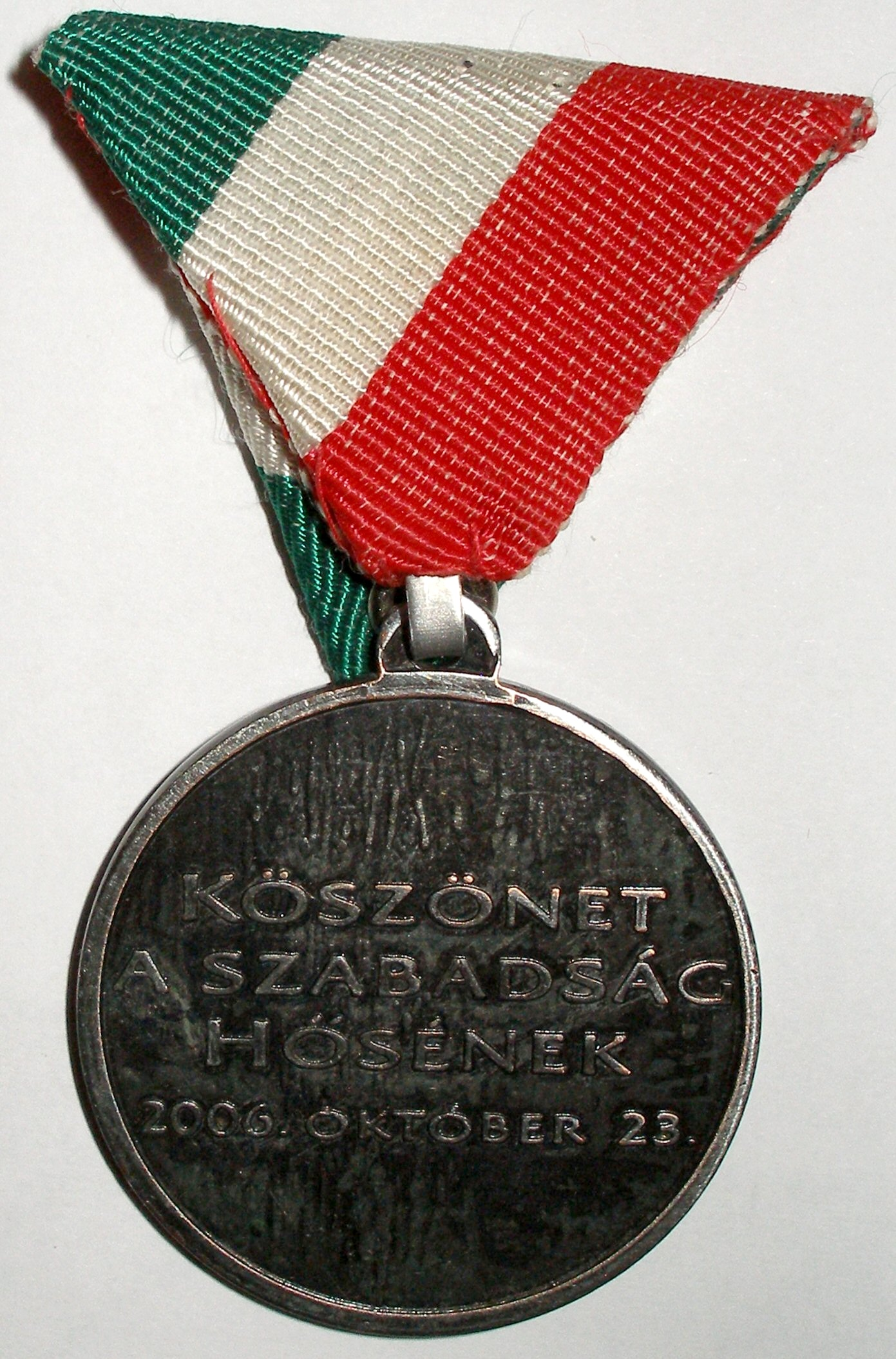
Az emlékérem hátulnézeti képe

Az 50. éves jubileumi emlékérem magyar kitüntetettjei az 56-os szervezetek által felterjesztett személyek voltak. A felterjesztés feltétele volt, hogy a kitüntetett rendelkezzen 1956-os Emlékéremmel, továbbá a kitüntetést posztumusz nem adományozták. A vésnök személye megegyezett a 16 évvel korábban készített érdemérem alkotójával. Az emlékérem kísérő oklevelét az 1956-os emlékév fővédnökei írták alá: Sólyom László köztársasági elnök, Gyurcsány Ferenc miniszterelnök és Kosáry Domokos, az 1956-os Emlékbizottság elnöke. Az emlékérmek Budapest Főváros Önkormányzata és a megyei közigazgatási hivatalok szervezésében, az Önkormányzati és Területfejlesztési Minisztérium koordinálásával történt. A közel 1400 emlékéremből 700-at Magyarországon, 700-at külföldön adtak át. A külföldi díjazottakra a nagykövetségek tettek javaslatot.
Az emlékérem kísérő oklevelében ez a szöveg olvasható:
A Magyar Köztársaság nevében a Szabadság Hőse emlékérmet adományozzuk azon személyek részére, akik 1956 októberében, majd a megtorlás sötét korszakában a szabadság, az emberi méltóság és a nemzeti összefogás melletti kiállásukkal példát adtak hazaszeretetből.

## Elismerésben részesültek
A külföldi elismertek többnyire azok az európai közéleti személyek voltak, akik a forradalmat támogatták, de elismerésben részesült Pan Gimun az ENSZ főtitkára is.
A magyar díjazottak között szerepelt Göncz Árpád, Boross Péter, Király Béla, Mécs Imre, Vitányi Iván, Litván György, Kende Péter, Mészáros Márta, Pomogáts Béla, Darvas Iván, Fónay Jenő, Rácz Sándor, Kopácsy Sándorné, Dömötör Zoltán, Vásárhelyi Miklósné és Dr. Debreczeni László.